# 論語の注釈
論語の注釈（ろんごのちゅうしゃく）は、『論語』に付された注釈。論語の注釈史は、そのまま古典中国学の研究史と言っても過言ではなく、その注釈書の数は世界的に見ても最多の部類に入る。中国をはじめ朝鮮や日本でも、各時代で数多くの論語の注釈が著述され、それぞれの時代・社会を反映してきた。本項でも近世から近現代の訳注等を解説する。

## 概説
論語の注釈には古注と新注の二派がある。古注は漢代や唐代の諸儒学者による注で、訓詁学に長じる。新注は朱熹の注釈である。朱熹以前に論語を注したものは二十一家あったと伝わり、朱熹は程門諸儒十二家の説を参照に半生を費やして『論語集注』をまとめあげた。清代になると考証学が盛んとなり、毛奇齢・焦循・劉宝楠などが新説を出している。これらの多くは『皇清経解』に収められている。

## 漢から宋の注
鄭註論語
後漢末の大儒、鄭玄の注釈書。『論語鄭玄注』などともいう。漢代当時、『論語』は魯・斉の二国に伝わる『魯論』・『斉論』の二つがあり、さらに漢初に孔子の宅から発掘された古文の『古論』があった。前漢末に張禹により『魯論』と『斉論』の整理が行われ、その上で鄭玄が三論を総合して『鄭註論語』を作った。
散逸して長らく逸文のみ伝わっていたが、20世紀初頭の敦煌トルファン学において、複数の古写本断片が発見された。それらの断片をまとめた日本語書籍として『唐抄本鄭氏注論語集成』（金谷治編、平凡社、1978年）がある。
論語集解
完本として伝わる最古の『論語』の注釈書が『論語集解』である。正始2年（241年）に成立した。朱熹の「新注（『論語集注』）」に対して「古注」と称される。編者は何晏（195年?-249年）とされるが、その伝記（『三国志』巻九）では編纂について言及されず、どこまでを何晏の解釈とするかは判断が難しい。
論語義疏
南朝梁の皇侃（488年-545年）による注釈書。十巻から成る。『論語集解』をもととして、魏晋以来の諸家の注釈と皇侃自らの注釈から成る。別名『論語集解義疏』。晋から南朝宋に及ぶ六朝の『論語』に関わる議論を見るに、この本をおいて他は及ばないと評価される。当時の学術の風潮のため、玄学あるいは仏教的な解釈の引用も多いが、それらを穏当に論じる。
論語注疏
『論語集解』・『論語義疏』をもとにして、邢昺が詳細な注を加えたもの。これによって漢から北宋に至る『論語』の諸注が包含されて価値が高く、十三経注疏に入っている。
論語集注
南宋の朱熹（1130年-1200年）による注釈書。『四書集注』に含まれる。何晏等による『論語集解』の「古注」に対して「新注」と称される。 元において朱子学が国教化されて以降、明・清のみならず、朝鮮半島や日本にも影響を及ぼした。日本では林羅山の訓読法（「道春点」）が著名。

## 明清の注
明末には、陽明学派の李卓吾『李氏説書』（偽書説あり）などの四書解釈書が流行した。また儒者でなく仏僧の蕅益智旭が注釈書『論語点晴』を著した。
清の考証学の時代には以下が書かれた。
論語稽求篇
清代の毛奇齢の著。古注に依拠する。
九経古義
清代の恵棟の著。九経全般の注。古注に依拠する。
論語通釈・論語補疏
清代の焦循の著。古注に依拠しつつ自身の思想を示す。
論語本義匯参
清代の王歩青の著。新注を弁護する。
論語述何
清代の劉逢禄の著。公羊学の立場から『論語』を解釈する。
論語正義
清代の劉宝楠が、新注の持つ欠点への反省と清朝考証学の成果に基づいて古注によりながらも、どの説にもとらわれずに注釈を施した最も詳細なもの。著者の没後、1866年に子の劉恭冕の補訂をへて刊行された。

## 朝鮮の儒者による注
論語諺解
朝鮮儒学の代表的人物である李珥（李栗谷）の著。
論語釋義
朝鮮儒学の代表的人物である李滉（李退渓）の著。
論語古今注
実学の代表的人物である丁若鏞（丁茶山）の著。

## 日本の儒者による注
論語聴塵
戦国時代の清原宣賢（1465年-1550年）の著（抄物）。
論語古義
江戸時代の伊藤仁斎（1627年-1705年）の著。仁斎は『論語』を「最上至極宇宙第一の書」と尊重した。初めは朱子学者であったが、後に反朱子学に立場を変え、孔子・孟子の原義に立ち返る「古義」を標榜した。『論語古義』では、字句の解釈において『論語集注』や『論語大全』を多く用いた上で、内容解釈において朱熹を批判し、自身の解釈を示す。論語二十編中の前半十編を上論として正編、後半十編を下編として続編と考え、以後の学者たちに大きな影響を与えた。
論語徴
荻生徂徠（1666年-1728年）の著。徂徠は朱子学、仁斎学を論駁し、古代の言語、制度文物の研究を重視する「古文辞学」を標榜した。秦・漢以前の古書に徴して、古語の真の意味を求め、独創的な解釈を施す。日本人の注釈として最も優れているとも評され、上述の劉宝楠『論語正義』にも引用されている。『論語』は先王の道を論じており、孔子の偉大さは、これを後世に伝えたことにあるとする。朱熹を古代の言語を全く知らないと批判し、多くの場合、仁斎をも批判する。
論語示蒙句会解
中村惕斎（1629年 - 1702年）著。惕斎は、本書も含めて「訓蒙書」（女子供向けの解説書）の著者として知られる。なかでも『訓蒙図彙』は、絵入り百科事典として後に多くの類書を生んだ。
論語徴集覧
松平頼寛が徂徠の『論語徴』を軸に歴代の注釈を比較したもの。
論語逢原
懐徳堂学派の中井履軒が集注を批判的に継承したもの。
論語語由
亀井南冥著（亀井南冥#著書）。
論語参解
本居宣長門下の鈴木朖著（鈴木朖#漢文学）。
論語古訓
太宰春台（1680年 - 1747年）著。
論語繹解
皆川淇園（1734年 - 1807年）著。
冢註論語
冢田大峰（1745年 - 1832年）著。
論語集説
安井息軒（1799年 - 1876年）著。息軒が、何晏の『論語集解』を底本とし、朱熹の集註、仁斎の古義、徂徠の徴、及び清朝の諸家の説を引き、自説を加えたもの。広く諸注を集めていて便利である。
1872年初版刊行。1909年・服部宇之吉の校訂および頭注を得て冨山房〈漢文大系〉から再刊。1972年普及版刊行。
論語会箋
竹添井井（1842年 - 1917年）著。朱熹の集註を主とし、「箋日」として、古注の馬融・鄭玄以下の数十家、また日本の仁斎や徂徠以下を引用しながら、自説を記したもの。
以上の他、豊島豊州、吉田篁墩、猪飼敬所、市野迷庵、佐藤一斎、東条一堂、広瀬淡窓、照井全都、宇野明霞、毛利貞斎の注釈がある。

## 近現代の日本語の訳注

### 中国学者
- 簡野道明『論語解義』明治書院 1916年。増訂版 1934年。[18]
- 服部宇之吉『四書・孝経』「国訳論語」国民文庫刊行会〈国訳漢文大成〉経子史部第1巻 1923年。[19]
- 武内義雄『論語』岩波文庫（旧版） 1933年。筑摩叢書 1963年。
- 倉石武四郎『口語訳 論語』日光書院 1949年。筑摩叢書 1970年。あえて訓読を行っていない（倉石武四郎#漢文訓読批判）。解釈は朱熹の集注に忠実[20]。
- 内田泉之助『論語新鈔』明治書院。1953年。
- 諸橋轍次『論語の講義』大修館書店 1953年。著作集 1976年。『大漢和辞典』編纂者による講義形式の注。
- 吉川幸次郎『論語』朝日新聞社〈中国古典選〉1959-63年、新訂1966年。朝日文庫 1978年、朝日選書 1996年。角川ソフィア文庫 2020年。[注 3]
- 吉田賢抗『論語』明治書院〈新釈漢文大系〉1960年
- 金谷治『論語』※詳細は下記
- 宇野哲人『論語』明徳出版社〈中国古典新書〉1967年、新装版2017年。湯島聖堂「斯文会」での講義録が元。
- 貝塚茂樹『論語』中公文庫 1973年 改版2020年。中公クラシックス 2003年
- 宮崎市定『論語の新研究』岩波書店 1974年 復刊1997年。改題『現代語訳 論語』岩波現代文庫 2000年。詳細は宮崎市定#論語研究を参照。
- 木村英一『論語』講談社文庫 1975年
- 平岡武夫『論語』集英社〈全釈漢文大系〉1980年
- 藤堂明保『論語』学研〈中国の古典〉1981年
- 加地伸行『論語 全訳注』※詳細は下記
- 井波律子『完訳 論語』岩波書店 2016年
- 土田健次郎『論語』筑摩書房〈ちくま学芸文庫〉2023年

以上の他、桂湖村、久保天随、大江文城、内野熊一郎、山田勝美、山田史生、五十沢二郎、久米旺生、新島淳良の訳注がある。
金谷治訳注（『論語』岩波文庫）
金谷治訳注。初版1963年、1999年に改訂新版。各・ワイド版も刊行。原文は文庫旧版『論語』（師の武内義雄、昭和8年〈1933年〉）を採用し、読み下し（書き下し）は主として後藤芝山の後藤点と林羅山の道春点に拠っている。ただ、この読みは多く朱熹の新注（『論語集注』）に従っていることから、清原家本の点といった諸点を参照し、誤読と判断した部分は改めている。解釈には魏の何晏の『論語集解』（古注）、後漢の鄭玄注、南宋の朱熹の『論語集注』（新注）のほか、主として清の劉宝楠の『論語正義』、潘維城の『古注集箋』、王歩青の『四書匯参』、江戸時代の伊藤仁斎『論語古義』、荻生徂徠『論語徴』を参考とし、奇説と判断したものは避けている。現代語訳は、金谷によれば補いを最小限に、説明は注にまわして原文のニュアンスをそこなわないように腐心している。なお特に現代語訳文には、倉石武四郎の訳書と吉川幸次郎の訳解書から示教を得ている。
加地伸行訳注（『論語 全訳注』講談社学術文庫）
加地伸行訳注。初版2004年、増補版2009年発行。原文には十三経注疏本を採用し、底本はほとんど改めていない。書き下し（読み下し）は現代語訳に沿う。注は中国学として常識的な注を除いて作者の解釈により、本文自体についても作者の独自解釈が相当に含まれる。現代語訳は原則的に『論語集解』（古注）に基づくが、他の注解に拠ったり、作者の解釈によるものもある。

### 注の訳注
- 簡野道明『論語集註 補註』

簡野道明著。明治書院 1921年。新装増訂版 2002年。朱熹の『論語集注』に対する補注。
- 原田種成ほか『論語集注』

原田種成ほか訳注。明徳出版社『朱子学大系 7 四書集注 上』所収 1974年。朱熹の『論語集注』に対する訳注。
- 小川環樹『論語徴』

小川環樹訳注、全2巻 平凡社東洋文庫 1994年。元版は『徂徠全集』（みすず書房）での訳注。
- 土田健次郎『論語集注』

土田健次郎訳注、全4巻 平凡社東洋文庫 2013年-2015年。朱熹の『論語集注』に対する訳注。他の注も参照する。
- 石本道明・青木洋司『論語 朱熹の本文訳と別解』

石本道明・青木洋司著。明徳出版社、初版2017年。『論語集注』に対する訳注と別解。集注原文の底本は、中華書局「新編諸子集成 第一輯」1983年第一版を採用し、別解として適宜、何晏等『論語集解』（底本は十三経注疏整理本『論語注疏』北京大学出版社、2000年）、皇侃『論語義疏』（底本は中国思想史資料叢刊『論語義疏』中華書局、2013年）、伊藤仁斎『論語古義』（底本は『論語古義』文泉堂発行、文政12年〈1829年〉再刻）、荻生徂徠『論語徴』（底本は『荻生徂徠全集 三・四』みすず書房、1977-78年）を用い、他、陸徳明『経典釈文』、韓愈・李翺『論語筆解』、劉敞『公是先生七経小伝』等の諸解釈を引用した章もある。
- 子安宣邦『論語古義』

子安宣邦『仁斎論語 『論語古義』現代語訳と評釈』上・下 ぺりかん社 2017年。『論語古義』一般向けの訳注と評釈。
- 渡邉義浩『論語集解』

渡邉義浩主編『全譯 論語集解』上・下 汲古書院 2020年。『論語集解』の詳細な訳注。他の注も参照する。

### 中国学者以外
- 渋沢栄一『論語講義』

渋沢栄一著。二松学舎大学出版部 1925年、新版1977年。明徳出版社 1975年。講談社学術文庫（全7巻）1977-78年。
- 穂積重遠『新訳 論語』

穂積重遠訳。社会教育協会 1947年。講談社学術文庫 1981年。
- 下村湖人『現代訳 論語』

下村湖人訳著。池田書店 1954年。角川文庫 1967年。PHP研究所 2008年。興陽館 2022年。
- 桑原武夫『論語』

桑原武夫訳。筑摩書房〈中国詩文選〉1974年。新版1982年。ちくま文庫 1985年（郷党第十までのみ）
- 呉智英『現代人の論語』

呉智英訳著。文藝春秋 2003年。ちくま文庫 2015年。（部分釈）
- 一億三千万人のための『論語』教室

高橋源一郎著。河出新書 2019年
「論語」は古くて難しいという先入観を吹き飛ばす、高橋が20年の歳月をかけ、省略なし・完全新訳の「論語」と銘打って刊行。話し口調や砕けた文末など大胆な現代語訳を与えているが、高橋は「論語」は古びないとの評価のもと本書は「超訳」でも創作でもなくある意味で最も厳密な翻訳と評価している。

## 近現代の日本語以外の訳注
1861年のジェームズ・レッグ、1938年のアーサー・ウェイリーによる英訳などがある。